# Komodo IDE
Komodo IDE là một môi trường phát triển tích hợp (IDE) cho một số ngôn ngữ lập trình, chẳng hạn như Python, Ruby, Go, PHP, Perl,... Komodo IDE có thể hoạt động trên các hệ điều hành Linux, macOS và Windows. Được giới thiệu vào tháng 5 năm 2000, nhiều tính năng của Komodo IDE có nguồn gốc từ một trình thông dịch Python nhúng.
Năm 2022, quá trình phát triển Komodo Edit và Komodo IDE đã chính thức bị dừng và Komodo IDE được phát hành dưới dạng mã nguồn mở theo các điều khoản của Giấy phép Công cộng Mozilla (MPL).

## Lịch sử
Phần mềm Komodo được công bố lần đầu vào ngày 24 tháng 5 năm 2000, nhưng phải đến tháng 11 năm 2000, phiên bản đầu tiên mới được phát hành.
Ngày 27 tháng 7 năm 2004, ActiveState phát hành Komodo 3.0.
Ngày 23 tháng 1 năm 2007, ActiveState phát hành Komodo IDE 4.0. Gần một tháng sau, vào ngày 15 tháng 2 năm 2007, ActiveState phát hành Komodo Edit 4.0 – ban đầu là phiên bản phần mềm miễn phí của Komodo IDE.
Năm 2022, quá trình phát triển Komodo Edit và Komodo IDE đã chính thức bị dừng và Komodo IDE được phát hành dưới dạng mã nguồn mở theo các điều khoản của Giấy phép Công cộng Mozilla.